# Киргиж-Китай
Кирги́ж-Кита́й — річка в Молдові та в Україні, в межах Болградського та Ізмаїльського районів Одеської області. Впадає в озеро Китай (басейн Дунаю).

## Опис
Довжина 64 км (в межах України — 52,5 км), площа водозбірного басейну 725 км². Похил річки 1,9 м/км. Долина асиметрична, з крутими правими схилами, розчленованими ярами та балками; ширина долини до 2,5 км, глибина до 60 м. Заплава на окремих ділянках заболочена, завширшки до 300—500 м. Річище слабозвивисте, в пониззі каналізоване (25 км). Використовується на сільськогосподарські та побутові потреби. Вода мінералізована, має гірко-солоний присмак.

## Розташування
Киргиж-Китай бере початок на північ від села Твардіца (Молдова). Тече переважно на південний схід. Впадає в озеро Китай на північний схід від села Старі Трояни.
Основні притоки: Ярославець, Киргиж (ліві); Ісерлія, Пержейська (праві).

## Галерея

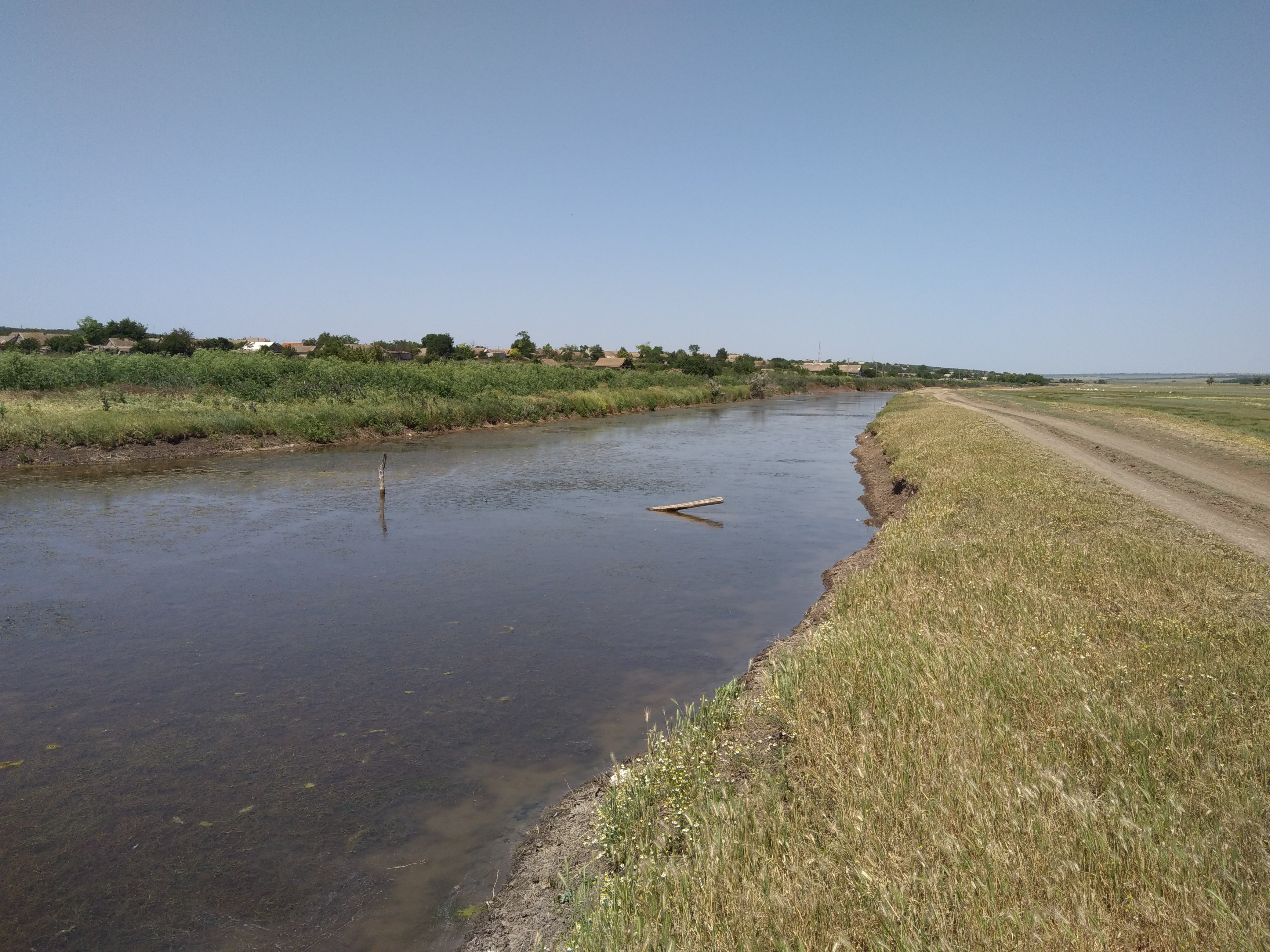
Річка біля с. Вільне